# Roure (joaillerie)
Pour les articles homonymes, voir Roure.
Alain Roure est une entreprise du secteur du luxe créée en 1964 à Lyon par Alain Roure.

## Histoire
De 1964 à 1995, l'entreprise a fabriqué les créations des maisons de joaillerie internationales de la place Vendôme à Tiffany ou Neiman Marcus aux États-Unis.
En 1995, l'entreprise lance la collection « Chut... je t’aime ». Composé de deux anneaux portant un message d'amour, ce modèle devient la signature d’Alain Roure. 
En 2009, Frédérick Caret reprend la société. 
En 2010, c’est sous le nom « Roure, le joaillier français » que le fabricant devient marque internationale.
Depuis juin 2012, le Printemps Haussmann à Paris propose les créations de Roure.
En octobre 2014, la société Roure est placée en redressement judiciaire  puis en liquidation judiciaire le 19 novembre 2014.
Le site a été repris par la Société Bijoux Bordeaux de Tours sans lien juridique et financier avec la société Alain Roure.

## Labels et récompenses
« Joaillerie de France » depuis 2009, délivré par l’Union française de la bijouterie, joaillerie, orfèvrerie, des pierres & perles attestant que les matières constituant une création respectent les dispositifs d’ordre juridique, social, éthique et environnemental encadrant les entreprises du secteur sur le territoire national. 
Labellisé « Entreprise du patrimoine vivant » en août 2011, créé par le Ministère de économie, des finances et de l’industrie.

## Certification
Roure participe au processus de certification Responsible Jewellery Council. Association internationale fondée en 2005, le RJC met en place un dispositif de certification « Conflict Free » 

## Collections
- Chut Je T'aime
- Escalier
- Les lumières de Paris
- Boléro
- Le Temps Des Fleurs
- Volute
- Jardin de Poésie
- Briolette